# 小野正利
小野 正利（おの まさとし、1967年1月29日 - ）東京都足立區出生，在埼玉縣春日部市長大的歌手，目前為隸屬シュガーミュージック事務所旗下的歌手。

## 人物
最早的目標是成為一名社會科教師，從專修大學法學部畢業。
剛出道的音域高達四個八度。當時海外的重金屬與Hardcore歌手的音域很明顯都遜色於小野。
近年來不拘泥於高音，比較開始著墨活用中低音域的歌曲。
2009年加入金屬樂團GALNERYUS。

## 註解
他的曾為獵人動畫的主題曲獻唱。